# McFarland (Califòrnia)
McFarland és una població dels Estats Units a l'estat de Califòrnia. Segons el cens del 2006 tenia 12.093 habitants.

## Demografia
Segons el cens del 2000, McFarland tenia 9.618 habitants, 1.990 habitatges, i 1.789 famílies. La densitat de població era de 1.802,7 habitants/km².
Dels 1.990 habitatges en un 61,7% hi vivien nens de menys de 18 anys, en un 64,4% hi vivien parelles casades, en un 17,3% dones solteres, i en un 10,1% no eren unitats familiars. En el 7,7% dels habitatges hi vivien persones soles el 4,7% de les quals corresponia a persones de 65 anys o més que vivien soles. El nombre mitjà de persones vivint en cada habitatge era de 4,3 i el nombre mitjà de persones que vivien en cada família era de 4,45.
Per edats la població es repartia de la següent manera: un 35,1% tenia menys de 18 anys, un 14,1% entre 18 i 24, un 33,1% entre 25 i 44, un 12,8% de 45 a 60 i un 4,8% 65 anys o més.
L'edat mediana era de 25 anys. Per cada 100 dones de 18 o més anys hi havia 151,5 homes.
La renda mediana per habitatge era de 24.821 $ i la renda mediana per família de 24.190 $. Els homes tenien una renda mediana de 39.881 $ mentre que les dones 17.109 $. La renda per capita de la població era de 9.524 $. Entorn del 34,1% de les famílies i el 35,2% de la població estaven per davall del llindar de pobresa.

## Poblacions més properes
El següent diagrama mostra les poblacions més properes.